# Bernhard Stümpel
Bernhard Stümpel (* 12. September 1924 in Geseke; † 1. Juli 1994 in Mainz) war ein deutscher Prähistoriker und Denkmalpfleger.
Bernhard Stümpel besuchte die Schule in Herne. Nach seinem Wehrdienst und der Kriegsgefangenschaft studierte er an den Universitäten Münster und Mainz. In Mainz wurde er 1956 mit der Arbeit Spätlatènekeramik in Rheinhessen. Eine Untersuchung zur Wangionenfrage promoviert. Seit 1955 arbeitete er zunächst ehrenamtlich am Mainzer Altertumsmuseum, wo er in Nachfolge von Heinz Schermer für die Denkmalpflege im Regierungsbezirk Rheinhessen zuständig war. 1964 wurde die Denkmalpflege ein eigenständiges Amt unter Stümpels hauptamtlicher Leitung. Am Ende seiner Karriere stand er der Denkmalpflege in Rheinland-Pfalz vor. Aufgrund einer Diabetes-Erkrankung musste er 1982 vorzeitig aus dem Dienst ausscheiden und verlor später auch sein Augenlicht. Seine Forschungen konzentrierten sich insbesondere auf den Kreis Alzey, mit Hartmut Polenz führte er Ausgrabungen im merowingerzeitlichen Friedhof Langenlonsheim durch. Neben Gustav Behrens gilt er als einer der bedeutendsten Forscher auf dem Gebiet der Vorgeschichte der Stadt Mainz.

## Schriften
- Spätlatènekeramik in Rheinhessen. Eine Untersuchung zur Wangionenfrage. Dissertation Mainz 1956.
- Kelten, Römer und Germanen im Mainzer Raum. Altertumsmuseum Mainz, Mainz 1956.
- Vom Steinzeitmenschen zum Urkelten. Altertumsmuseum Mainz, Mainz 1958.
- Beiträge zur Latènezeit im Mainzer Becken und Umgebung. Habelt, Bonn 1991, ISBN 3-7749-2512-7 (= Beihefte der Mainzer Zeitschrift, Band 1).